# Associated Television
För det turkiska TV-bolaget ATV, se ATV (turkisk TV-kanal).
Associated Television Limited, senare kallat ATV Network men främst känt som enbart ATV, var ett brittiskt TV-bolag som sände över ITV-nätverket från nätverkets start 1955 till 1981, då företaget tvingades genomgå ägarförändringar och byta namn till Central Independent Television. Från 1955 till 1968 bestod ATV av två organisationer: ATV London, som hade sändningstillståndet för Londonregionen på lördagar och söndagar, samt ATV Midlands, som sände över Midlands måndag-fredag. Från 1968 till 1981 sände man enbart över Midlands, men i gengäld alla veckans dagar.

## Historia

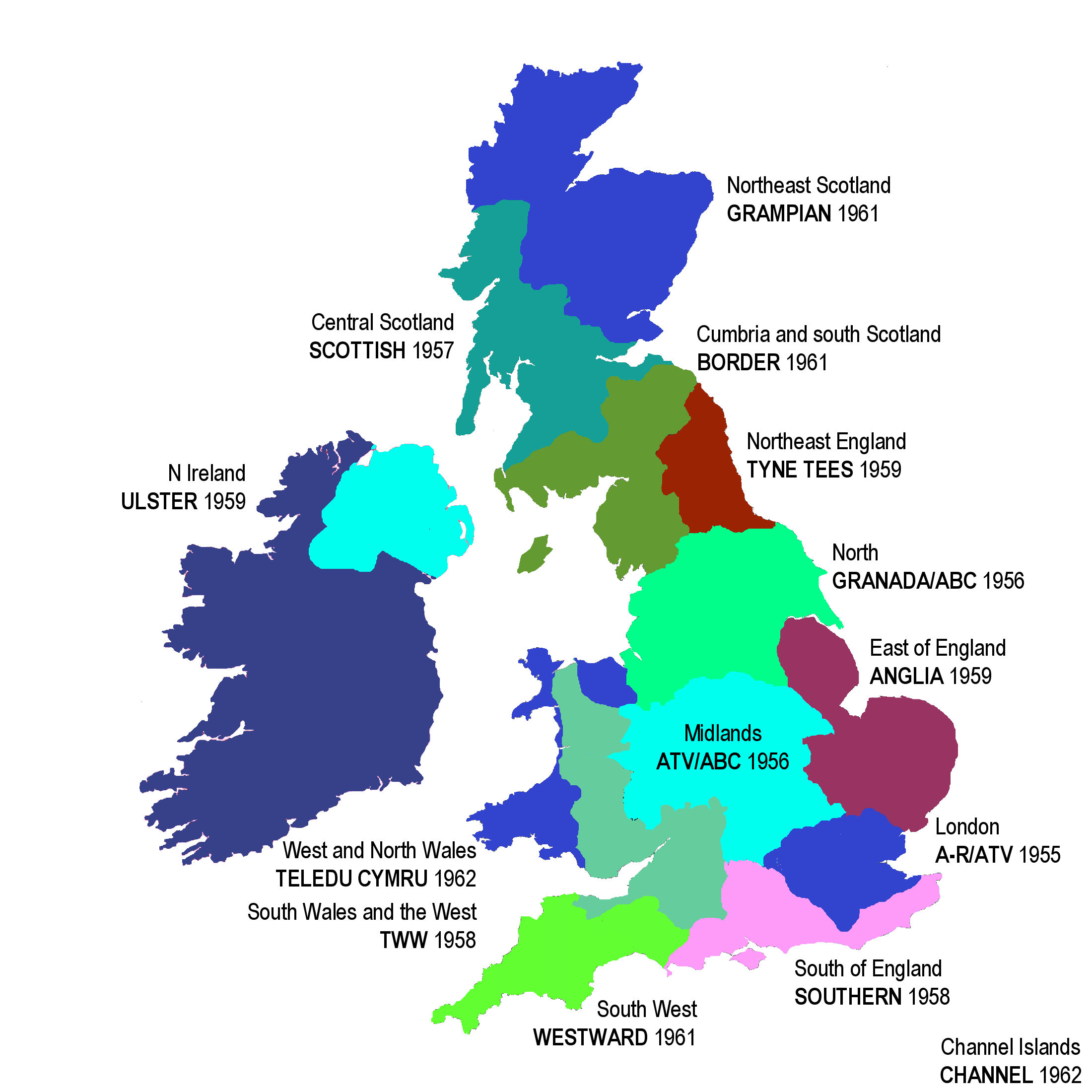
Karta som visar ITV-regionerna 1962-1964 samt respektive regions startår. Regioner med olika licensinnehavare för vardagar och helger har två bolagsnamn med ett snedstreck mellan namnen. ATV hade helglicensen för London och vardagslicensen för Midlands.

Företaget bildades genom en sammanslagning av Associated Broadcasting Development Company (ABDC, kontrollerat av Norman Collins) och Incorporated Television Programme Company (ITC, kontrollerat av teaterimpressarion Prince Littler och mediamogulen Lew Grade). Båda företagen hade ansökt om regionlicenser i nya brittiska kommersiella TV-nätverket och ABDC fick två av licenserna medan ITC inte fick någon. Det blev dock snabbt uppenbart för den myndighet som övervakade ITV, Independent Television Authority, att ABDC hade otillräckliga ekonomiska tillgångar för att kunna driva sin TV-verksamhet, så man framtvingade en sammanslagning med ITC, som hade mycket gott om pengar. Sammanslagning innebar dock att det blev Lew Grade som i praktiken fick kontrollen över det nya bolaget.
Företaget kallades till en början Associated Broadcasting Company (förkortat ABC) och ITV:s allra första sändning skedde över Londonregionen den 22 september 1955. Premiärkvällen var en samproduktion mellan Associated-Rediffusion (från 1964 enbart kallat Rediffusion), som hade licensen för Londons vardagssändningar, och ABC. ABC:s första egna sändning skedde två dagar senare, den 24 september.
Valet av namnet ABC uppskattades dock inte av filmbolget Associated British Picture Corporation, som fått helglicenserna för Midlands och Norra England, och som döpt sitt ITV-bolag till Associated British Corporation och tänkte använda samma förkortning. Filmbolaget kallade redan sin biografkedja för ABC och tog ärendet till domstol, där det fastställdes att de hade användarrätten till förkortningen ABC inom film- och TV-branschen. Associated Broadcasting Company bytte därför namn till Associated TeleVision (med initialerna ATV) bara några veckor efter premiärkvällen. ATV:s sändningar över Midlands inleddes fem månader efter Londonpremiären, den 17 februari 1956.
Ägarstrukturen i företaget förändrades flera gånger fram till 1966, då ATV och ITC underordnades Associated Communications Corporation (ACC), som kontrollerades av Lew Grade.
När ITV-licenserna skulle förnyas 1964 fick ATV behålla sina två licenser i ytterligare fyra år, men vid licensbudgivningen 1967 blev det stora förändringar: ATV förlorade helglicensen för London till London Weekend Television från 1 januari 1968, men fick i gengäld överta helglicensen för Midlands från ABC, som i sin tur slogs ihop med Rediffsion och blev Thames Television, den nya licensinnehavaren för Londons vardagssändningar.
Omändringen innebar att ATV nu hade sändningen över Midlands alla veckans dagar och Midlands blev därmed ATV:s huvudområde. Många av ATV:s egna program producerades dock fortfarande utanför regionen. ATV hade ett studiokomplex i Elstree utanför London. Denna brist på lokal förankring gjorde att kontrollmyndigheten, Independent Broadcasting Authority, meddelade att TV-sändningarna i Midlands skulle förändras. Ett alternativ var att låta East Midlands bilda ett helt nytt ITV-område som sköttes av ett separat företag, men den slutliga lösningen blev att Midlands skulle delas i två regioner, men fortfarande skötas av samma företag.
ATV omorganiserade och sökte tillstånd under namnet ATV Midlands och fick fortsatt sändningstillstånd. De tvingades dock ända att göra flera förändringar. Bland annat tvingades ACC sälja minst 49 procent av företaget och ett nytt namn som tydligt visade att det var ett nytt företag. Namnet blev Central Independent Television plc som kunde ta över efter ATV den 1 januari 1982.

## Program
ATV producerade åtskilliga program. ATV:s och ITC:s arkiv överfördes till Central som köptes av Carlton Communications under 1990-talet. Sedan år 2004 tillhör programarkiven ITV plc och gamla ITC-serier visas ofta i företagets två nya digitala kanaler ITV3 och ITV4.
Bland ATV-program märks bland annat såpoperan Crossroads som sändes 1964-1988. Andra program är Tiswas och The Muppet Show.